# 三浦村 (長崎県)
三浦村（みうらむら）は、長崎県東彼杵郡の最南端にあった村。戦時中の1942年（昭和17年）、東彼杵郡南部の各町村と合併を行い市制施行、大村市となった。
現在の大村市三浦地区にあたる。

## 地理
村内に津田川内浦（蔦川内浦）・日泊浦・溝陸浦があり、「三浦」の地名はこれら3つの浦が存在することが由来とされる。
- 山：日岳
- 河川：東大川、蔦川内川、江川、日泊川
- 湾：大村湾

## 沿革
- 1889年（明治22年）4月1日 - 町村制施行により、東彼杵郡三浦村が単独村制にて発足。
- 1942年（昭和17年）2月11日 - 大村町・福重村・萱瀬村・松原村・鈴田村・三浦村が合併し市制施行。大村市が発足し、三浦村は自治体として消滅。

## 地名
郷を行政区域とする。三浦村は1889年の町村制施行時に単独で自治体として発足したため、大字は無し。
- 今村郷
- 祝崎郷
- 蔦川内郷[2]
- 日泊郷
- 溝陸郷（みぞろく）

## 名所・旧跡
- 伊賀峰の古城跡